# Frostoljeskinn
Frostoljeskinn (Sistotrema subtrigonospermum) är en svampart som beskrevs av D.P. Rogers 1935. Enligt Catalogue of Life ingår Frostoljeskinn i släktet Sistotrema,  och familjen Hydnaceae, men enligt Dyntaxa är tillhörigheten istället släktet Sistotrema,  och familjen Sistotremataceae. Arten är reproducerande i Sverige. Inga underarter finns listade i Catalogue of Life.